# Richardt Strauss
Ne doit pas être confondu avec Richard Strauss.
Pas d'image ? Cliquez ici

a Compétitions nationales et continentales officielles uniquement.

b Matchs officiels uniquement.
Dernière mise à jour le 22 octobre 2018.
Richardt Strauss, né le 29 janvier 1986 à Pretoria, est un joueur de rugby à XV sud-africain. Il compte 17 sélections avec l'équipe d'Irlande, évoluant au poste de talonneur.
Il est le frère d'Andries Strauss, capé une fois avec l'Afrique du Sud, et le cousin d'un autre Springbok, Adriaan Strauss.

## Carrière en club
Pendant son cursus scolaire, Strauss fréquente le Grey College de Bloemfontein, établissement réputé dont sont issus de nombreux rugbymen de l'équipe d'Afrique du Sud.
En 2006, il rejoint les Free State Cheetahs pour disputer la Currie Cup et participe à la victoire finale de son club dans cette compétition. Ces bonnes performances lui valent d'être appelés à disputer le Super 14 avec les Cheetahs l'année suivante.
En 2009, il s'engage avec la franchise irlandaise du Leinster Rugby, récent vainqueur de la Coupe d'Europe de rugby à XV. Il joue son premier match avec sa nouvelle équipe le 20 février 2010 lors d'un match de ligue celtique contre les Llanelli Scarlets. 
La saison suivante, il participe à la totalité de la campagne victorieuse du Leinster en Coupe d'Europe dont la finale remportée le 21 mai 2011 contre les Northampton Saints.
En octobre 2013, une maladie cardiaque nécessitant une opération chirurgicale lui est diagnostiquée, ce qui est supposé mettre fin à sa saison. Il fait néanmoins son retour sur les terrains le 17 janvier 2014 lors d'un  match de Coupe d'Europe contre les Ospreys.
Il décide de mettre un terme à sa carrière à la fin de la saison 2017-2018.

## Carrière internationale
Richardt Strauss a joué avec les équipes de jeunes d'Afrique du Sud et a notamment participé à la victoire de 2005 au championnat du monde des moins de 19 ans. Il n'a en revanche jamais été appelé dans l'équipe senior.
Lors de sa signature avec le Leinster, la fédération irlandaise le désigne comme un « project player », c'est-à-dire un joueur étranger susceptible de jouer pour l'équipe d'Irlande dès qu'il deviendra éligible.
En 2012, il intègre le groupe irlandais pour préparer le match du Tournoi des Six Nations contre la France mais ne prend pas part au match. Il connait sa première cape internationale à l'occasion de la tournée d'automne 2012, le 10 novembre contre l'Afrique du Sud. Lors de ce match, il est opposé à son cousin Adriaan Strauss, talonneur des Springboks.

## Statistiques
Au 27 juin 2016, Richardt Strauss compte un total de 17 rencontres disputées sous le maillot irlandais, dont huit en tant que titulaire. Il inscrit dix points. Il obtient sa première sélection le 10 novembre 2012 contre l'Argentine.
Il participe à une édition de la Coupe du monde, en 2015 où il joue trois rencontres, face à la Roumanie, la France et l'Argentine.
Il participe à une édition du Tournoi des Six Nations, 2016.